# 北18条駅
北18条駅（きたじゅうはちじょうえき）は、北海道札幌市北区北18条西4丁目にある札幌市営地下鉄南北線の駅。駅番号はN04。
かつては現駅から100m余り西の北18条西5丁目樽川通上に、札幌市電鉄北線の同名の停留場があった。

## 歴史
- 1927年（昭和2年）：市電鉄北線の北側の終点として開業。
- 1952年（昭和27年）：市電鉄北線が当停留場より北に延伸される。
- 1971年（昭和46年）12月16日：市電鉄北線「北24条」以南が廃止、地下鉄南北線が開業。
- 2009年（平成21年）3月31日：エレベータおよび身障者用トイレ供用開始。
- 2012年（平成24年）8月31日：可動式ホーム柵が稼働開始[1]

## 駅構造
地下1階に2面2線の相対式ホームがあり、それぞれホームと同じ高さに改札口（東側（大通・真駒内方面）に2ヶ所、西側（麻生方面）に1ヶ所）が設けられているため、駅構内にコンコースはない。ホームの幅員は上下線ともに約3mで、札幌市営地下鉄の駅では最も狭い。ホーム同士を結ぶ連絡通路が地下2階相当の深さにある。
出入口は2ヶ所あり、地上へのエレベーターは1番ホーム南側の改札口、2番出入口にそれぞれ設置されている。
コインロッカー・AED・及び一般のトイレはいずれも1番ホーム側に、身障者対応のトイレは2番ホーム側に設置されている。

### のりば
| ホーム | 路線   | 行先                       |
| ------ | ------ | -------------------------- |
| 1      | 南北線 | さっぽろ・大通・真駒内方面 |
| 2      | 南北線 | 北24条・麻生方面           |

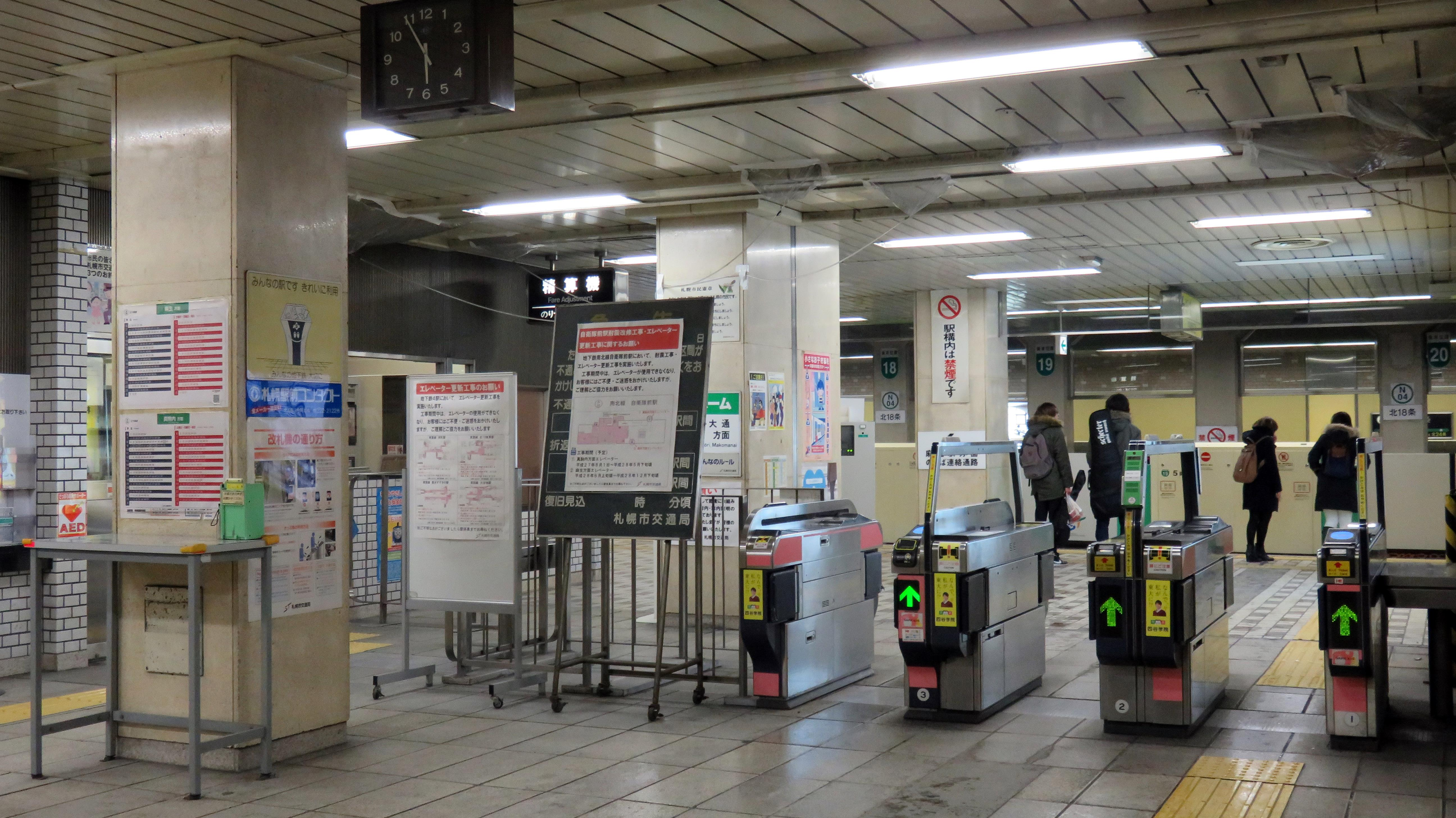
改札口
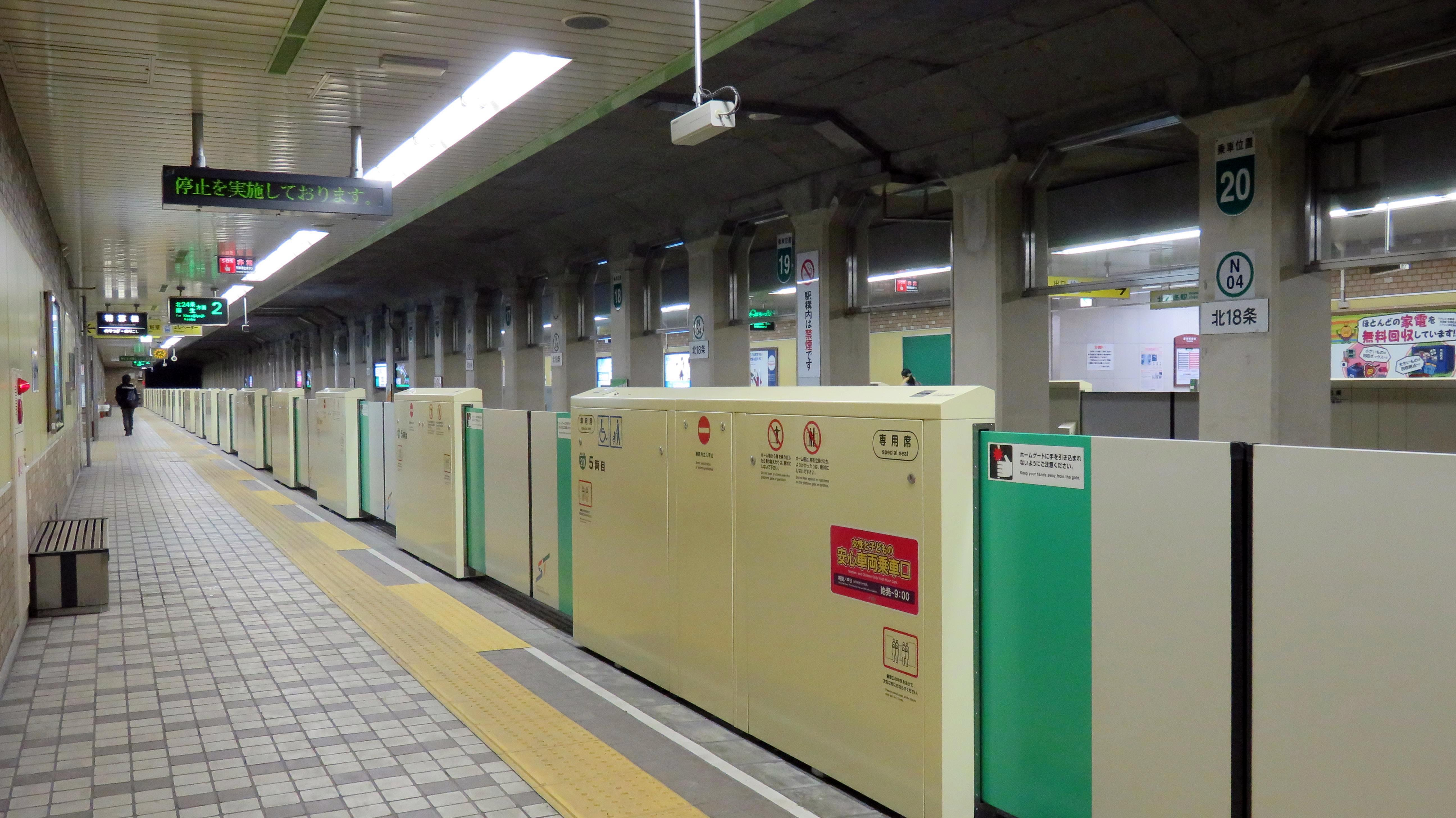
ホーム
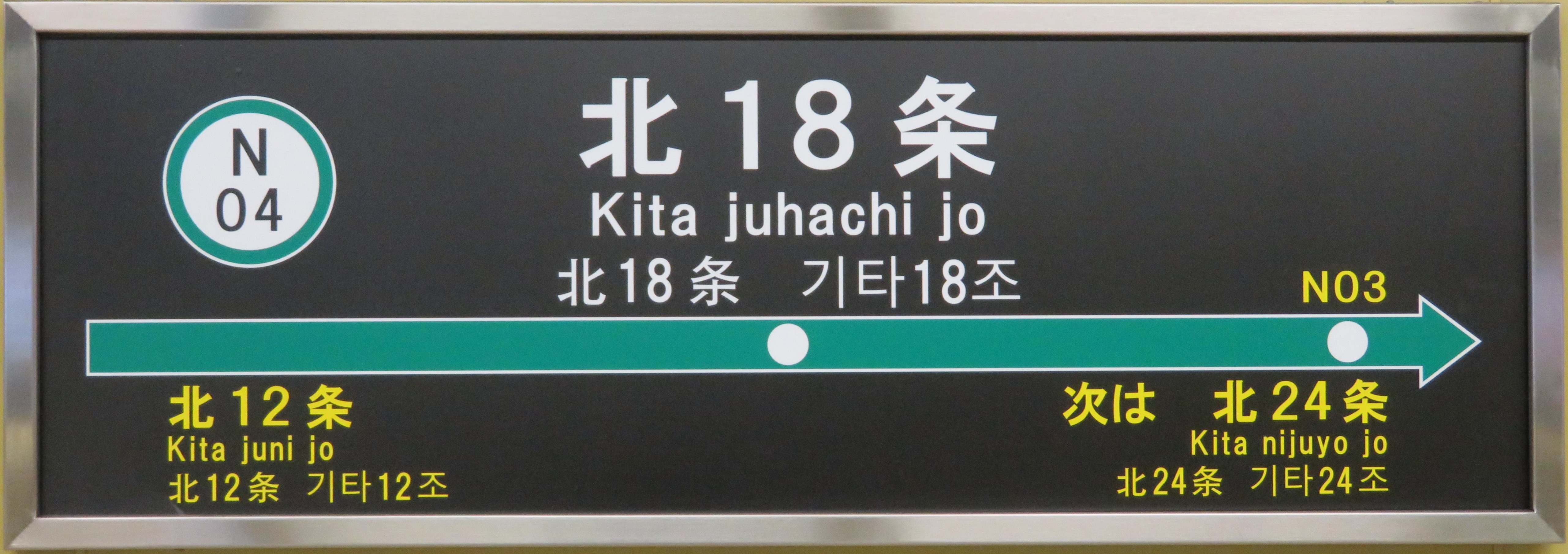
駅名標

### 出口
| 出口番号 | 出口周辺               | 最寄ホーム | 備考             |
| -------- | ---------------------- | ---------- | ---------------- |
| 1        | 東警察署               | 1番乗り場  |                  |
| 2        | 幌北会館・幌北児童会館 | 2番乗り場  | エレベーターあり |

## 利用状況
札幌市交通局によると、2022年度の1日平均乗車人員は6,741人であった。
近年の1日平均乗車人員の推移は以下の通りである。
| 年度   | 1日平均 乗車人員 | 出典  |
| ------ | ---------------- | ----- |
| 2003年 | 6,734            | [ 4 ] |
| 2004年 | 6,826            | [ 4 ] |
| 2005年 | 7,098            | [ 4 ] |
| 2006年 | 7,076            | [ 4 ] |
| 2007年 | 6,974            | [ 4 ] |
| 2008年 | 7,002            | [ 4 ] |
| 2009年 | 6,910            | [ 4 ] |
| 2010年 | 7,159            | [ 4 ] |
| 2011年 | 7,293            | [ 5 ] |
| 2012年 | 7,482            | [ 5 ] |
| 2013年 | 7,599            | [ 5 ] |
| 2014年 | 7,468            | [ 5 ] |
| 2015年 | 7,422            | [ 5 ] |
| 2016年 | 7,674            | [ 6 ] |
| 2017年 | 7,687            | [ 6 ] |
| 2018年 | 7,542            | [ 7 ] |
| 2019年 | 7,337            | [ 8 ] |
| 2020年 | 5,222            | [ 9 ] |
| 2021年 | 5,771            | [ 9 ] |
| 2022年 | 6,741            | [ 9 ] |

## 駅周辺

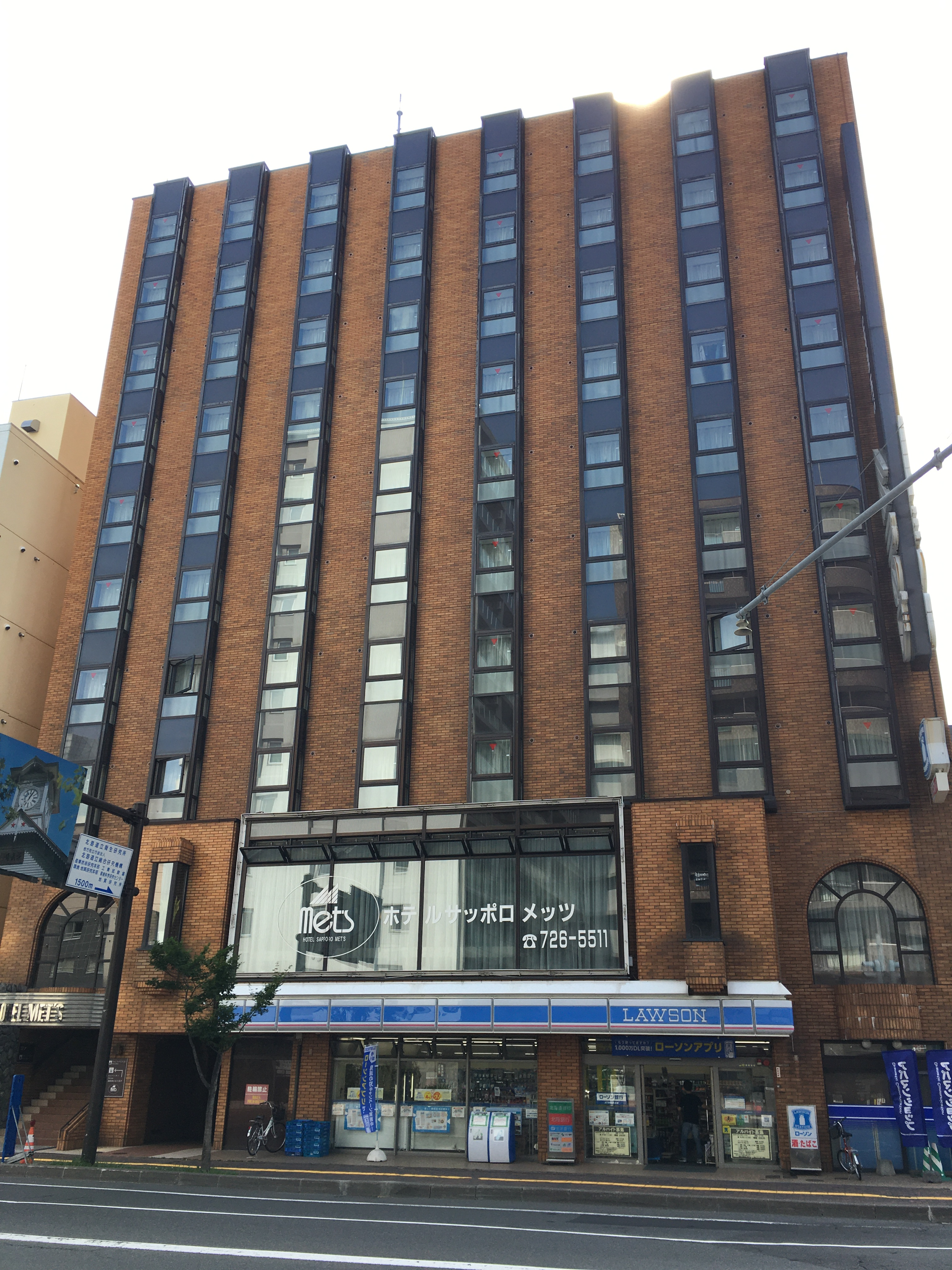
ホテルサッポロメッツ（2020年7月）

地下鉄南北線と環状通の交わる地点に位置し、周辺は市街地である。西に300mほど進むと北海道大学があり、環状通はその下を環状通エルムトンネルで通過している。
- 国道5号（石狩街道、創成川通）
- 環状通
- 北区幌北まちづくりセンター
- 東警察署
- 北警察署北二十条交番
- 北海道大学前郵便局
- 札幌市立幌北小学校
- 札幌市立北辰中学校
- 北海道大学獣医学部
- 藤女子中学校・高等学校
- 藤女子大学北16条校舎
- ディナーベル北大前店
- ホテルサッポロメッツ
- ラウンドワンスタジアム札幌北21条店

## バス路線
2025年（令和4年）4月1日現在。路線詳細は営業所記事を参照。
- 北海道中央バス（札幌東営業所）[10]
  - 東62 本町線：東営業所

このほか、西5丁目樽川通沿いの「北18条西5丁目」停留所より札幌市北部方面、札幌都心方面、小樽市方面（新川営業所、札樽線、ジェイ・アール北海道バス札樽線）、創成川通沿いの「北18条西2丁目/北18条東1丁目」停留所より札幌市北部・石狩市方面、札幌都心方面（新川営業所、石狩営業所）の発着がある。

## その他
- 駅スタンプは北18条駅のイニシャルKの中に北大ポプラ並木とホルスタインが描かれている[14]。

## 隣の駅
札幌市営地下鉄
 南北線
北24条駅 (N03) - 北18条駅 (N04) - 北12条駅 (N05)